# Aert van der Neer

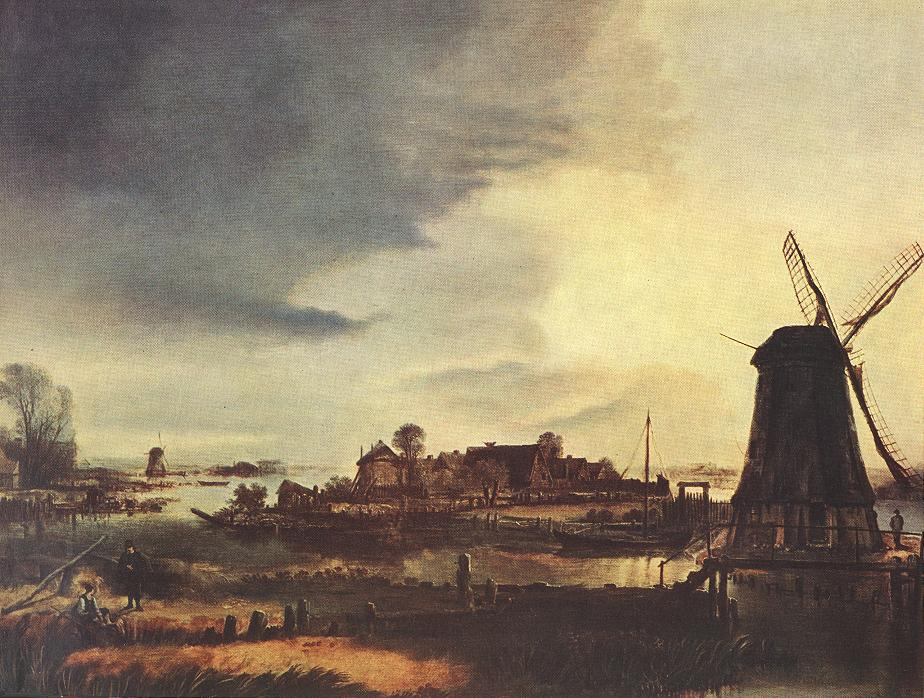
Landschaft mit Windmühle, Öl auf Holz, 1647–49, ausgestellt in der Eremitage in Sankt Petersburg.

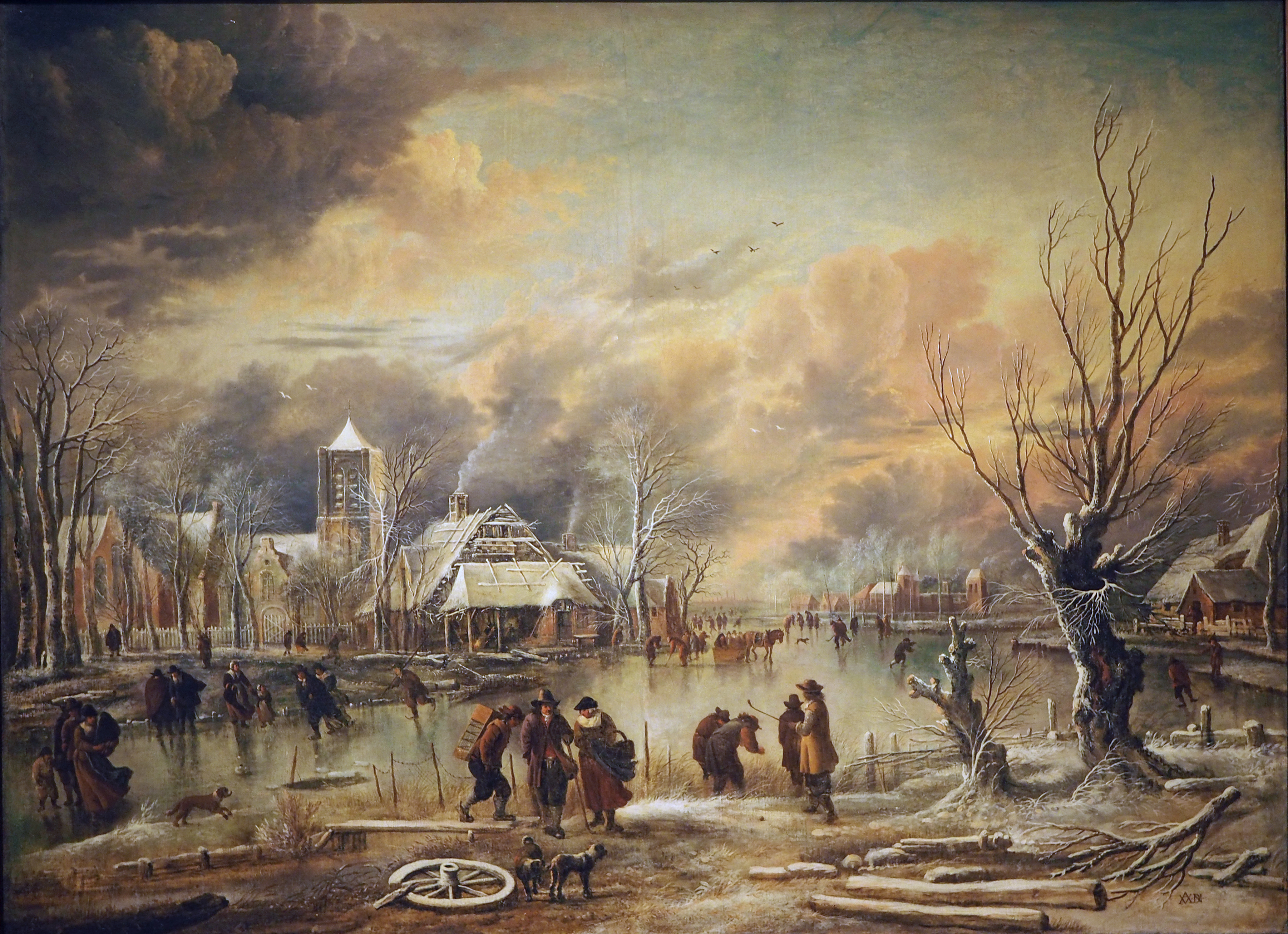
Winterlandschaft Herzog Anton Ulrich-Museum, Braunschweig

Aert van der Neer (auch Aart oder Artus van der Neer; * 1603 oder 1604 in Gorinchem; † 9. November 1677 in Amsterdam) war ein niederländischer Landschaftsmaler des Barocks. Seine Spezialität waren Landschaften im Winter und bei Nacht.

## Leben
Nachweisbar seit 1629 in Amsterdam, eingetragen als Aert Igerom van der Meer, arbeitete er als Maler. Über seine Ausbildung ist kaum etwas bekannt; vermutlich erfolgte sie bei Camphuysen in Gorkum, da er 1629 dessen Schwester Elisabeth geheiratet hatte. Das Ehepaar bekam mindestens sechs Kinder: Grietje (1629), Eglon (1635?), Cornelia (1642), Elisabeth (1645), Pieter (1648), und Alida (1650). Wo er sich in den dreißiger Jahren aufhielt, ist unbekannt. Zwischen 1659 und 1662 war er Gastwirt in der Kalverstraat und Weinhändler, ging aber bankrott.
Zu Lebzeiten verkannt, starb er völlig verarmt. Heute wird er als einer der bedeutenden Landschaftsmaler seiner Zeit gesehen. Sein Sohn Eglon van der Neer (ca. 1635–1703) war u. a. kurpfälzischer Hofmaler in Düsseldorf.
Van der Neers Bilder sind heute unter anderem in der Eremitage in Sankt Petersburg, in der Wallace Collection, im Rijksmuseum in Amsterdam und in der National Gallery in London ausgestellt.